# ایمنی مصرف داروها و مواد شیمیایی در دوران بارداری
ایمنی مصرف داروها و مواد شیمیایی در دوران بارداری موضوعی در پزشکی و بهداشت زنان است که به بررسی اثرات احتمالی ترکیبات دارویی، آرایشی و شیمیایی بر سلامت مادر و جنین می‌پردازد.  دوران بارداری از حساس‌ترین دوره‌های زندگی زنان محسوب می‌شود و بسیاری از مواد شیمیایی می‌توانند از طریق پوست، تنفس یا مصرف خوراکی وارد بدن شده و به جنین منتقل شوند.  ارزیابی خطر این ترکیبات در دستور کار نهادهای بین‌المللی مانند FDA و سازمان جهانی بهداشت قرار دارد.

## رتینوئیدها
رتینوئیدها مشتقات ویتامین A هستند که در درمان آکنه و محصولات ضدپیری کاربرد دارند.  مصرف رتینوئیدها در بارداری با افزایش خطر ناهنجاری‌های مادرزادی از جمله مشکلات قلبی و اسکلتی همراه بوده است.

## سالیسیلیک اسید
سالیسیلیک اسید از خانواده بتاهیدروکسی اسیدها است.  مصرف موضعی در غلظت‌های پایین (کمتر از ۲٪) معمولاً بی‌خطر در نظر گرفته می‌شود، اما استفاده از غلظت‌های بالا یا مصرف خوراکی آن با عوارضی مانند خونریزی و مشکلات رشدی گزارش شده است.

## فرمالدئید
فرمالدئید ماده‌ای نگهدارنده با خاصیت ضدعفونی است که در برخی محصولات مراقبت از مو و ناخن یافت می‌شود.  بر اساس گزارش IARC، این ماده سرطان‌زا در انسان است و تماس با آن می‌تواند برای رشد جنین خطرناک باشد.

## هیدروکینون
هیدروکینون در محصولات روشن‌کننده پوست کاربرد دارد.  این ترکیب دارای نرخ جذب پوستی بالاست و به همین دلیل نگرانی‌هایی درباره انتقال آن به جنین وجود دارد.

## فتالات‌ها
فتالات‌ها در صنایع پلاستیک و محصولات معطر استفاده می‌شوند.  مطالعات اپیدمیولوژیک نشان داده‌اند که قرارگیری مادر در معرض این ترکیبات می‌تواند با اختلالات هورمونی و مشکلات رشدی در جنین مرتبط باشد.

## تولوئن
تولوئن یک حلال آلی است که در محصولاتی مانند لاک ناخن وجود دارد.  قرارگیری در معرض مقادیر بالای تولوئن می‌تواند با مشکلات عصبی و رشدی در نوزادان همراه باشد.

## پارابن‌ها
پارابن‌ها به عنوان نگهدارنده در محصولات آرایشی و بهداشتی به کار می‌روند.  برخی پژوهش‌ها احتمال اثرات مختل‌کننده غدد درون‌ریز را مطرح کرده‌اند، هرچند شواهد قطعی هنوز محدود است.

## اکسی‌بنزون
اکسی‌بنزون یکی از فیلترهای شیمیایی ضدآفتاب است که قابلیت جذب پوستی دارد.  مطالعات حیوانی ارتباط این ماده را با تغییرات هورمونی و مشکلات رشد نشان داده‌اند.

## جمع‌بندی
ایمنی مصرف داروها و مواد شیمیایی در دوران بارداری موضوعی پیچیده و وابسته به نوع ماده، دوز و مدت تماس است.  پژوهش‌های علمی بر ضرورت آگاهی مادران و توجه پزشکان به ترکیبات موجود در داروها و محصولات مراقبتی تأکید دارند.